# Rivoluzione del Cedro
La rivoluzione dei cedri (in arabo  ثورة الأرز ‎?, thawrat al-arz, "Rivoluzione del Cedro") è il nome dato a una serie di manifestazioni di protesta che seguirono il funerale dell'ex Primo Ministro e uomo d'affari sunnita Rafiq Hariri, assassinato a Beirut il 14 febbraio 2005.

## Storia
La popolazione libanese trasformò la manifestazione funebre in una dura protesta contro la presenza militare della Siria (ritenuta responsabile dell'attentato). Tale manifestazione, ed altre successive, fu organizzata al fine di conseguire il ritiro totale immediato delle truppe siriane dal territorio nazionale, in quanto la Siria continuava ad esercitare – da diversi anni – un protettorato nei confronti del Libano sotto la copertura-alibi di Forza Araba di Dissuasione (FAD).
Il 14 marzo 2005 un'altra imponente manifestazione, ancor più numerosa delle precedenti, percorse Beirut. Tale data sarà anche fatta propria dal movimento politico anti-siriano “Alleanza del 14 marzo” cui aderirono i maroniti delle Falangi libanesi e delle Forze Libanesi e i sunniti del "Movimento il Futuro". Le forze siriane, di fatto, si ritirarono poco dopo.